# Truth Social
Truth Social (TRUTH Social) — соціальна мережа, створена Trump Media & Technology Group (TMTG). Почала працювати на початку листопада 2021 і на першому етапі доступна для обмеженого кола користувачів через App Store компанії Apple. Повний публічний запуск соцмережі заплановано на 2022 рік.

## Історія
Колишній президент США Дональд Трамп заявив про намір створити власну соціальну мережу після того, як у 2021 році його забанили у Твіттері та Фейсбуці.
20 жовтня 2021 року Trump Media & Technology Group, що належить Трампу, оголосила про створення нової соціальної мережі Truth Social, бета-реліз якої має відбутися в листопаді 2021 року. Кілька годин по тому, на низці сайтів з'явилося посилання, за яким можна було зареєструватися в Truth Social. Користувачі зайнялися тролінгом, створювали фейкові акаунти та постили сатиричний контент. Зокрема, було створено фейковий акаунт самого Дональда Трампа з фотографією свині, що випорожнюється. Незабаром доступ до платформи було закрито.
Станом на листопад 2023 року, згідно повідомлення аудиторської фірми Trump Media & Technology Group, соціальна медіа-платформа Truth Social другий рік поспіль зазнає збитків, втрати вже перевищили 70 млн доларів.

## Технологія
Truth Social використовує модифіковану версію вільного програмного забезпечення з відкритим вихідним кодом Mastodon. У версії Mastodon Truth Social не можна створювати опитування та змінювати параметри видимості повідомлень. Інтерфейс платформи значною мірою копіює Twitter. Користувачам доступна можливість публікувати повідомлення (truths) і ділитися повідомленнями інших користувачів (retruths). Стрічка новин називається «стрічкою правди» («truth feed»).

## Критика
Журналіст BBC Джеймс Клейтон заявив, що «команда Трампа намагається створити враження важливої події, але поки що немає жодних свідчень тому, що нова компанія має працюючу платформу». Кріс Кіліца з CNN вважав, що платформа приречена на провал.
The Irish Times помітила подібність назви «Truth Social» з газетою "Правда", що видавалася КПРС у період Радянського Союзу. Ной Берлацький із The Independent назвав це потенційною загрозою демократії.
Генеральний директор Gettr і колишній радник Трампа Джейсон Міллер похвалив Truth Social, сказавши, що поява платформи призведе до того, що Facebook і Twitter «втратять ще більшу частку ринку».